# Bürgerdividende
Die Bürgerdividende ist eine vorgeschlagene Politikmaßnahme, die auf dem georgistischen Prinzip basiert, dass die natürliche Welt das gemeinsame Eigentum aller Menschen ist. Sie beinhaltet, dass alle Bürger regelmäßige Zahlungen (Dividenden) aus Einnahmen erhalten, die durch die Vermietung oder die Besteuerung des Bodens und gesellschaftlicher Ressourcen (Commons) erzielt werden. In engeren Formen des Konzepts finanziert sich die Dividende ausschließlich aus konkreten natürlichen oder gesellschaftlichen Ressourcen z. B. Seigniorage oder Emissionsrechte.

## Abgrenzung
Es gibt Überschneidungen mit dem Begriff der Sozialen Dividende. Unter einer Sozialen Dividende wird regelmäßig eine Dividende verstanden, die sich aus den Einnahmen staatlicher Beteiligungen an privaten Unternehmen oder den Gewinnen öffentlicher Unternehmen finanziert. Die Finanzierung einer Sozialen Dividende beruht somit nicht ausschließlich auf dem georgistischen Prinzip.
Beide Arten der Dividende unterscheiden sich von anderen Formen regelmäßiger individueller staatlicher Zahlungspauschalen an die Bevölkerung (Grundeinkommen) dadurch, dass eine Dividende nicht garantiert ist, weder um das Einkommen der Bürger auf einem Niveau zu halten, das zur Deckung ihrer Grundbedürfnisse erforderlich ist, noch um ihr Einkommen auf einem politisch geforderten Mindestniveau zu halten.

## Umsetzung und Vorschläge
Die schweizerische Vollgeld-Initiative schlug vor neues Geld als Bürgerdividende (direkte Auszahlung an die Bürgerinnen und Bürger) in Umlauf zu bringen.
Der US-amerikanische Entrepreneur Peter Barnes schlug in seinem 2001 erschienenen Buch „Who Owns the Sky?“ vor, dass die US-Einnahmen aus CO2-Emissionen einem Trust zufließen sollten, der diese als Bürgerdividende an alle US-Bürger ausschütten würde.